# 全日本新空手道連盟

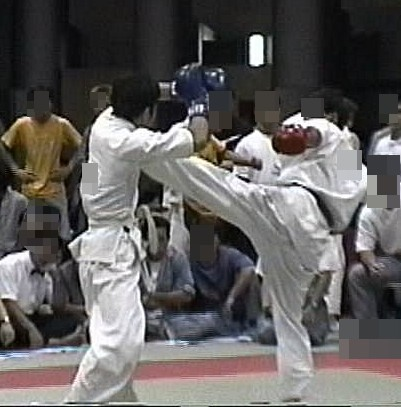
新空手（グローブ空手）の試合

NPO法人全日本新空手道連盟 （ぜんにほんしんからてどうれんめい）は、ボクシンググローブを着用し、突きや蹴りの攻防を主体とした直接打撃の空手団体。通称は新空手やグローブ空手とも呼ばれる。

## 概要
ボクシンググローブを着用した上で参加者のレベルに応じてK-2、K-3、K-4の3クラスに分けられ試合を行う直接打撃制の空手。トーナメント戦の他、ワンマッチ試合と呼ばれる延長戦なしで1回だけ試合するシステムを用意している。スポーツ専門のケーブルTV「GAORA」内「格闘KING」で定期放送を行っている。大会は2か月に一度程度の割合で「交流大会」と呼ばれる通常大会が東京・綾瀬の東京武道館で開催され、5月には年に一度の全日本選手権大会（通称Grand Prix）が行われる。また近年では、関西地区でも普及が進み、大阪・京都を中心に定期的に西日本大会が行われている。

### スローガン
スローガンは「一歩前に出る勇気」と「いじめ、しない、されない、許さない」。「精神的な成長を最も必要としているのは、強者ではなく弱者の立場にある人達だ」と言うことが新空手道の根本とされている。
なお、新空手の理念や、設立に至る経緯、今日のルールなどについては、2010年5月3日に行われた「第21回全日本選手権大会」のパンフレットに掲載された「神村榮一新空手代表に聞く、最強の空手の夢は、夢で終わらせない」に詳しい。こちらの文章は新空手公式サイトに掲載されている。

## ルール

### 特色
新空手の特色に「腰上8本ルール」と呼ばれる独自のルールを定めている。これは試合時間内に相手の腰（帯）より上の部分に必ず8本以上の蹴りを出すことを要求するもので、規定に満たない場合は判定時に減点される。これは顔面攻撃が認められたルールのため、どうしてもパンチ主体になることを考慮し、「蹴り技」という空手の技術の維持と向上を企図したものである。
各クラスには全日本選手権用に特別ルールが定められている。K-2GPでは試合時間は本戦3分となり、延長戦は2分で2回まで、2回目は必ずどちらかに勝敗をつけるマストシステムで行われる。レガースの着用は選手の任意となり、外しても可。K-3GPでは胴の防具がなしとなり、K-4では女子に限り胴の着用が選手の自由選択で認められる。

### 階級別ルール

#### K-2
K-2ルールは基本的には連盟公認のグローブ、マウスピース、ファウルカップ、レガース（脛パット）を着用、顔面への直接打撃を認め2分の試合時間内で争う。延長戦は2分1回まで行われ、トーナメント準決勝までは体重判定で、決勝戦は2回まで行われる。K-2参加資格はプロの試合経験が1戦でもある選手は出場できない。ただし、戦績が5戦以下で2年以上試合をしていない選手は出場できる。

#### K-3
K-3ルールは初心者用に用意されたクラスで、K-2の装備に加えヘッドギアと胴プロテクターを着用、試合時間も1分30秒とされている。腰上への蹴りも6本以上とやや緩くなっており、多くの新空手初心者がまずこのクラスに挑戦したのちK-2へ挑戦している。比較的気軽に挑戦できることから参加者は多岐に及び、新空手道連盟以外の同好会やサークル、個人と幅広い層から参加者を集め行われている。また女子部や中学生部、高校生部なども用意されている。

#### K-4
K-4ルールは主に小学生を対象としたもので、K-3の装備を着用のうえ手技での顔面攻撃を禁じて行われる。顔面攻撃を禁じた理由は、まだ身体ができあがっていない参加者も多く、試合は学年別、体重別で分けて行われるが、それでも個々の選手の体格や技術レベルの差が開いていることを考慮したうえで定められている。腰上への蹴りはK-2と同じく8本となっており試合時間はK-3と同じ1分30秒で行われる。近年、急激に参加者を集めており注目のクラスとなっている。

## 試合スタイル
試合スタイルは参加団体や選手の母体により様々であるが、主としてキックボクシングが多い。ただし近年ではフルコンタクト空手や伝統派空手、テコンドーなどの他武道からも多く参加している。
スタイルが近いことからキックボクシング、K-1などとの関係がよく言われ、実際、新空手で実績を残した選手がキック、K-1などで活躍しているケースが多く、全日本選手権の重量級優勝者がK-1へ挑戦したりしている。また近年では「K-1甲子園」の予選への協力なども行っており、その意味で「プロへの登竜門」として位置づけられている。こうしたプロとの関係は、新空手道連盟設立時の加盟道場のほとんどがキックボクシングジムであったことにも由来しており、これは設立当初のスローガンが「プロを越えるアマチュアを！」であったことからも積極的にプロへ選手を出していこうという姿勢であったことがうかがえ、多分にプロの下部団体的な意味合いがあった。しかし、近年になってからは、よりアマチュアの競技人口の普及に力をいれ、K-3、K-4といった初心者クラスを開設し、必ずしもプロ指向ではなく「自分へのチャレンジの場を提供する」という方向へシフトしている。2007年度の全日本選手権大会では、それまで認めていたプロ選手の参加を禁止としたことも、よりアマチュアの大会を目指す姿勢を示したものと言えるだろう。とはいえ、前述の「K-1甲子園」を含め新空手を経てプロデビューする道も積極的に支援しており、同時にK-4小学生の部などを積極的に進めていることからも、プロ指向、アマ指向が共に参加できるシステムを目指していると言える。

## 主な選手
- 大前力也
- 城戸康裕
- 高萩勉
- 武田幸三
- 那須川天心
- ニコラス・ペタス
- 新田明臣
- 野田貢
- 安廣一哉
- 山本優弥